# Хавневик, Кейт
Кейт Хавне́вик (Kate Havnevik, 27 октября 1975, Осло) — норвежская певица
 и автор песен. Работает в жанре трип-хопa и альтернативного рока. Выпускает альбомы на принадлежащем ей с мужем лейбле Continentica Records.

## Биография
Родилась в Осло, в семье профессиональных музыкантов-флейтистов. Отец — англичанин. Получила классическое музыкальное образование, играет на фортепиано, гитаре и мелодике.
С детства Кейт мечтала исполнять классическую музыку и джаз, но в 14 лет присоединилась к женской панк-рок группе Blitz, играющей в подпольных клубах Осло. После этого опыта у неё родился интерес к попытке смешать классическую музыку с электронной. В 16 лет Кейт начала писать тексты песен помимо музыки, в 19 переехала в Ливерпуль для дальнейшего обучения, а затем — в Лондон, где и началась её творческая карьера.

## Творчество
Кейт сотрудничает со многими продюсерами. Одним из них стал Гай Сигсворт, известный по работам с такими исполнителями, как Бьорк, Бритни Спирс и Мадонна. С ним Кейт записала большую часть песен дебютного альбома «Melankton», который вышел 25 сентября 2006 года. Параллельно идет работа над акустическим проектом Embla.

## Дискография
- «Melankton» (2006)
- «You» (2011)
- «Residue» (2014)
- «&I» (2015)
- «Lightship» (2022)

## Участие в записях
- Röyksopp (песни «Only This Moment» и «Circuit Breaker», альбом «The Understanding») — вокал.
- Mono Band (песня «Crazy», альбом «Mono Band») — вокал (под псевдонимом Kate Kobro).
- Beatman and Ludmilla feat. Kate Havnevik — Happy Sad